# Non bis in idem

Non bis in idem est une locution latine signifiant textuellement « pas deux fois pour la même [chose] ».

## Signification pénale
La règle « non bis in idem » (ou « ne bis in idem ») est un principe classique de la procédure pénale, déjà connu du droit romain, d'après lequel nul ne peut être poursuivi ou puni pénalement (une seconde fois) à raison des mêmes faits. Cette expression désigne donc l'autorité de la chose jugée au pénal sur le pénal qui interdit toute nouvelle poursuite contre la même personne pour les mêmes faits. Cette règle qui interdit la double incrimination répond avant tout à un souci de protection des libertés individuelles de la personne poursuivie.

### Droit français
En droit français, le principe est nettement affirmé à l'article 368 du Code de procédure pénale qui dispose qu'« aucune personne acquittée légalement ne peut plus être reprise ou accusée à raison des mêmes faits, même sous une qualification différente ». Le Code pénal prévoit également ce principe à l'article 113-9 qui dispose qu'« (...) aucune poursuite ne peut être exercée contre une personne justifiant qu'elle a été jugée définitivement à l'étranger pour les mêmes faits et, en  cas de condamnation, que la peine a été subie ou prescrite. ». Enfin, l'article 6 du Code de procédure pénale fait de la chose jugée une cause d'extinction de l'action publique.
Le Conseil constitutionnel a ainsi déclaré, dans une décision Question prioritaire de constitutionnalité (QPC) de janvier 2022, qu'une disposition du Code monétaire et financier qui rendait possible le cumul de la sanction administrative et de la sanction pénale en cas d'obstacle à une mission de contrôle de l'Autorité des marchés financiers était contraire à la Constitution. En effet, « il découle du principe de nécessité des délits et des peines qu'une même personne ne peut faire l'objet de plusieurs poursuites tendant à réprimer de mêmes faits qualifiés de manière identique, par des sanctions de même nature, aux fins de protéger les mêmes intérêts sociaux ».

### Droit canadien
L'arrêt de principe de la Cour suprême du Canada concernant la prohibition des condamnations multiples est l'arrêt Kienapple c. R..

### Droit international public
En droit international, la règle est consacrée dans la Convention européenne des droits de l'homme à l'article 4, paragraphe 1 du Protocole additionnel n°7 (signé en 1984 et entré en vigueur en 1988) qui énonce que « nul ne peut être poursuivi ou puni pénalement par les juridictions du même État en raison d'une infraction pour laquelle il a déjà été acquitté ou condamné par un jugement définitif conformément à la loi et à la procédure pénale de cet État ». L'article 14, paragraphe 7 du Pacte international relatif aux droits civils et politiques consacre également le principe en des termes plus larges.

### Droit de l'Union européenne
Enfin, l'article 50 de la Charte des droits fondamentaux de l'Union européenne dispose que « Nul ne peut être poursuivi ou puni pénalement en raison d'une infraction pour laquelle il a déjà été acquitté ou condamné dans l'Union par un jugement pénal définitif conformément à la loi ». Ce texte emporte donc une application du principe qui dépasse le cadre du droit interne.

## Signification fiscale
En fiscalité, le principe du non bis in idem interdit de taxer la même matière imposable par le même impôt (même cause d'imposition) et par la même autorité. Cependant il est possible d'appliquer une double sanction au contribuable lorsque la sanction fiscale ne revêt pas de caractère punitif mais lorsqu'elle vise à réparer un préjudice causé à l'État par le paiement d'intérêts de retard.
Toutefois, en Belgique et selon la jurisprudence du Conseil d'État, « le principe fiscal non bis in idem ne s'oppose pas à la légalité d'une double taxation portant sur une même exploitation, si les causes qui justifient l'impôt sont différentes ».